# Sternenschule
Die GGS Sternenschule war eine Grundschule im Leverkusener Stadtteil Rheindorf. Als Europaschule lag ein Schwerpunkt der pädagogischen Arbeit auf der kulturellen Vielfalt der Schüler. Unter dem Schulmotto „Vielfalt ist Zukunft – Vielfalt als Chance und Bereicherung“  besuchten Kinder aus rund dreißig unterschiedlichen Kulturen den Unterricht. Der Name Sternenschule steht in Verbindung mit den Sternen der Europaflagge und dem Leitbild der Europäischen Union: „In Vielfalt geeint“.

## Geschichte
Die Schule wurde am 30. Mai 1963 unter dem Namen Schule Elbestraße gegründet. Durch das schnelle Wachstum des Leverkusener Stadtteils Rheindorf in den späten 1960er Jahren wurde die Schule achtzügig mit 32 Klassen und bis zu 1342 Schülern geführt. In dieser Zeit war sie die größte Grundschule Nordrhein-Westfalens. 1978 erfolgte die Umbenennung in Gemeinschaftsgrundschule Masurenstraße. Seit 2007 wurde sie als zweizügige Grundschule geführt. Im Jahr 2009 entschied man sich zur Änderung des Namens in Sternenschule in Anlehnung an die Europaflagge und das Leitbild „In Vielfalt geeint“. Ebenfalls seit 2009 wurde eine Ganztagesbetreuung im Rahmen der Offenen Ganztagsschule angeboten. Im April 2011 wurde der Sternenschule das Zertifikat Europaschule verliehen.
Im Jahr 2011 besuchten 197 Kinder die Sternenschule Leverkusen. Unterrichtet wurden sie von zehn Lehrern, zwei Lehramtsanwärterinnen, einem Sozialpädagogen und einer Sonderpädagogin. Im Rahmen der Offenen Ganztagsschule wird eine Betreuung der Kinder am Nachmittag mit Mittagessen, Hausaufgabenhilfe und verschiedenen AGs angeboten.
Ende des Schuljahres 2016/2017 wurde die GGS Sternenschule mit einer großen Feier verabschiedet und schloss sich danach mit der damaligen Löwenzahnschule (der heutigen GGS Am Friedenspark) an der Netzestraße zusammen. Der größte Teil des Kollegiums sowie die Schüler der Sternenschule durften dementsprechend weiter im Gebäude der Löwenzahnschule ihre Grundschulbildung fortführen. Das alte Gebäude wurde jedoch nicht abgerissen. Wegen Sanierungsarbeiten in der nahe gelegenen Käthe-Kollwitz-Gesamtschule musste der größte Teil der Schule in den alten Räumen der Sternenschule untergebracht werden.

## Europaschule
Das Zertifikat Europaschule wurde der Sternenschule am 8. April 2011 durch das Ministerium für Schule und Weiterbildung des Landes Nordrhein-Westfalen unter Berücksichtigung von bundesweiten Kriterien verliehen. In diesem Rahmen wurden an der Sternenschule fünf Fremdsprachen, Briefpartnerschaften in andere Länder, internationale Projekte und Wettbewerbe, Feste und Feiern sowie Initiativen zum Umgang mit Verschiedenheit und Vielfalt angeboten. Die Elternarbeit wurde mit Sprachkursen und einem Elterncafé unterstützt.

## Schulprogramm

### Leitziele des Schulprogramms
- Europa-Curriculum
- Lesekompetenz
- Soziale Kompetenz
- Schulgemeinschaft
- Individualität und Selbstwertgefühl
- Offenheit für Anregungen von außen und innen

Der Unterricht an der Sternenschule Leverkusen wurde in jahrgangsgetrennten Klassen durchgeführt. Die Verweildauer der Kinder in der Schuleingangsphase (Klassen 1 und 2) betrug ein bis drei Jahre. Es sollte die Handlungs- und Bildungsmöglichkeiten der Kinder erweitert werden, indem der Computer als neues Medium verstärkt im und neben dem Unterricht genutzt wird. Dafür standen in jeder Klasse Computer zur Verfügung. Darüber hinaus gibt es einen Computerraum mit zehn Arbeitsplätzen. Am Ende ihrer Grundschullaufbahn erhielten die Kinder einen PC-Pass.
Im täglichen Unterricht und in jährlichen Klippert-Tagen wurden Methoden nach Heinz Klippert eingesetzt mit dem Ziel, Schülern gezielt Schlüsselkompetenzen zu vermitteln und sie zu selbständigem Lernen zu führen. In den Klassen wurde die "Leselust" durch zahlreiche Aktivitäten gefördert. Regelmäßig besuchten alle Klassen die Schülerbücherei. Lese- und Zeitungsprojekte und die Teilnahme an Wettbewerben motivierten zusätzlich im schulischen Alltag mit dem Ziel, die Lesemotivation und Lesefähigkeit der Schüler weiterhin zu fördern und auszubauen.